# Касан
Касан (узб. Koson / Косон) — город, центр Касанского района Кашкадарьинской области Узбекистана. Располагался в историческом районе, известным как Согдиана. Здесь проходил караванный торговый путь. Население города на 2005 год составляет 59,3 тысячи жителей.
Статус города присвоен в 1972 году (до этого — кишлак). В Касане расположена одноимённая железнодорожная станция (на линии Карши — Бухара).

## История
Постоянное население стало проживать в Касане после того, как случился упадок в древнем городе Еркурган в Согдиане. Сохранился замок, датируемый IV—V веками, окружённый оборонительной стеной. До монгольского нашествия оборонительная стена ремонтировалась 3 раза. Большинство сохранившихся исторических сооружений по данным археологов датируются XV—XVI веками. Город процветал благодаря караванам торговцев, проходивших по этим местам.
В 1640 здесь произошло восстание Бобо Мирака.
Губернатор Самарканда Ходжамкулиби полагался на то, что китайско-кипчакское племя захватит Касан и разграбит регион Насаф, что позволило Анушахану вторгнуться в Бухарское ханство. Название провинции Согдианы Ксениппы, найденное в древних источниках, может быть измененной формой термина Касан. Город упоминается на медных монетах IV—VI веков нашей эры, на которых есть надпись «Великий царь Касана».
Касан получил статус города в 1972 году.

## Расположение
Город расположен в 30 километрах от административного центра области города Карши. Вблизи располагается шоссе, соединяющее Ташкент и Душанбе.

## Промышленность
В советское время в Касане были построены 2 хлопковых, фарфоровый, кирпичный, пивоваренный и маслобойный заводы.

## Население
| 1979   | 1989   | 2005   |
| ------ | ------ | ------ |
| 28 460 | 40 655 | 59 300 |